# Na Skręcie
Na Skręcie – część wsi Sorbin w Polsce, położona w województwie świętokrzyskim, w powiecie skarżyskim, w gminie Bliżyn.
W latach 1975–1998 Na Skręcie administracyjnie należało do województwa kieleckiego.